# 吕敬先
吕敬先（1930年—），女，山东黄县人，中国语文教育家，曾任第六、八届全国政协委员。